# Document Bilali
 Le document Bilali Muhammad est un manuscrit en arabe sur la loi islamique ouest-africaine. Il a été écrit au XIXe siècle par Bilali Mohammet, un esclave ouest-africain détenu sur l'île de Sapelo en Géorgie. Le document est conservé à la bibliothèque de livres et manuscrits rares Hargrett  de l'Université de Géorgie dans le cadre des papiers Francis Goulding. Il est appelé « Manuscrit de Ben Ali (Bilali) ».

## Histoire
Bilali Mohammed était un esclave ouest-africain vivant dans une plantation sur l'île de Sapelo, en Géorgie. Selon sa descendante, Cornelia Bailey (en), dans son histoire, Dieu, le Dr Buzzard et l'Homme Bolito, Bilali était originaire de la région de l'actuelle Sierra Leone. Il était un maître cultivateur de riz, une compétence prisée par les planteurs géorgiens.
William Brown Hodgson fait partie des érudits qui ont rencontré Bilali. Bilali est né à Timbo, en république de Guinée, entre 1760 et 1779, dans une famille musulmane africaine bien instruite. Il a été réduit en esclavage alors qu'il était adolescent, emmené aux Bahamas et vendu au Dr Bell, où il a travaillé comme esclave pendant dix ans dans sa plantation de Middle Caicos. Bell était un réfugié colonial loyaliste de la guerre d'indépendance américaine qui avait été réinstallé par la Couronne à Middle Caicos. Il vendit Bilali en 1802 à un commerçant qui l'emmena en Géorgie.
Bilali Mohammed a été acheté par Thomas Spalding et nommé coordinateur en chef de sa plantation sur l'île de Sapelo. Bilali parlait arabe et connaissait le Coran. « En raison de ses qualités d'alphabétisation et de leadership, il serait nommé directeur de la plantation de son maître, supervisant environ cinq cents esclaves ». Durant la guerre de 1812, Bilali et ses compatriotes musulmans de l'île de Sapelo ont aidé à défendre les États-Unis contre une attaque britannique. À la mort de Bilali en 1857, on découvrit qu'il avait écrit un manuscrit arabe de treize pages. Au début, on pensait qu'il s'agissait de son journal, mais une inspection plus approfondie a révélé que le manuscrit était une transcription d'un traité juridique musulman et faisait partie du programme scolaire musulman d'Afrique de l'Ouest.
La première traduction partielle du document a été entreprise en 1939 par Joseph Greenberg et publiée dans le Journal of Negro History (en). Depuis le début du XXIe siècle, il a été analysé par Ronald Judy, Joseph Progler, Allan D. Austin  et Muhammed al-Ahari (en).

## Synopsis
Le document Bilali Muhammad est également connu sous le nom de Ben Ali Diary ou Ben Ali Journal . Après une analyse approfondie, le texte s'avère être un bref énoncé des croyances islamiques et des règles relatives aux ablutions, à la prière du matin et aux appels à la prière. Lors de sa traduction, il s’est avéré qu’il n’avait rien de nature autobiographique.
Selon le chercheur Muhammed al-Ahari, on pourrait à juste titre l'appeler le « texte mère » de la littérature islamique américaine, car il s'agit du premier texte islamique écrit aux États-Unis. Un commentaire complet et détaillé avec des citations de textes islamiques traditionnels et de textes islamiques américains, ainsi que de domaines connexes, est en cours de préparation par al-Ahari en tant que secrétaire national du Noble Ordre des Soufis maures et chercheur de longue date sur l'histoire et la littérature islamique américaine.
Le concept de Matn (texte source) avec plusieurs commentaires détaillés est un genre traditionnel de la littérature islamique. Les commentaires peuvent être linguistiques, spirituels et même avoir pour fonction de relier le texte à des œuvres similaires. Des recherches plus approfondies sur la vie de Bilali et son influence sur la littérature islamique américaine et sur le dialecte anglais Gullah doivent être menées afin de présenter une image complète de cet auteur musulman historique américain unique.

## Erreurs dans les recherches antérieures
Plusieurs critiques du manuscrit l'ont décrit comme les gribouillages d'un vieil homme copiant de mémoire des leçons de son enfance. Mais des traductions plus expertes du texte ont montré qu'il s'agissait d'une composition originale tirée de la Risalah d'Abi Zayd d'al-Qayrawan.
Certains récits, dont celui du révérend Dwight York (en) (alias Imam Isa), qui affirmait que Bilali était son arrière-grand-père, ont confondu Bilali Muhammad (alias Ben Ali, BuAllah, Bilali Smith et Mahomet Bilali) avec des individus portant des noms similaires. Ce n'est pas la même personne que Joseph Benenhaly, ou l'un ou l'autre des frères Wahab de l'île d'Ocracoke.

## Héritage
La Bilali Muhammed Historical Research Society, qui porte son nom, a été créée à Chicago en 1987 ; il a publié un numéro unique, Meditations from the Bilali Muhammad Society (1988), à Charleston, Caroline du Sud. L’institut de recherche a depuis été rebaptisé Muslim American Cultural Heritage Institute. Elle a un nouveau conseil d'administration et envisage de se constituer en société 503c à Chicago[réf. nécessaire].

## Lectures complémentaires
- Bilali Muhammad : Juriprudiste musulman d'Antebellum Géorgie, traduit par Muhammad Abdullah al-Ahari, (ISBN 0-415-91270-9) . https://web.archive.org/web/20120222065928/https://www.createspace.com/3431038
- Mohammed al-Ahari (2006). Cinq récits classiques d'esclaves musulmans . Magribine Press, Chicago.
- Bailey, Cornélia ; Dieu, le Dr Buzzard et The Bolito Man, 2003.
- Greenberg, Joseph H. «Le décryptage du« journal de Ben-Ali »», Journal of Negro History, vol. 25, n°3 (juillet 1940) : 372-375.
- Ronald AT Judy, (Dés)former le canon américain : récits d'esclaves afro-arabes et langue vernaculaire (ISBN 0-8166-2056-3)
- Joseph Progler, « Ben Ali et son journal : à la rencontre d'un musulman africain dans l'Amérique d'avant-guerre », Perspectives musulmanes et arabes, Vol. 11 (automne 2004), p. 19-60.
- Joseph Progler, « Lecture des débuts de l'Islam américain : une traduction interprétative du journal de Ben Ali », Tawhid : Journal de la pensée et de la culture islamiques, Vol. 16, n° 3, (automne 2000), p. 5-43.
- Rasheed ibn Estes Barbee, Journal d'un esclave musulman en Amérique : le document de Bilali Muhammad et le traité d'ibn Abi Zayd Al-Qayrawaani